# Thomas Donato
Gaetano Aldo „Thomas” Donato (ur. 1 października 1940 w Jersey City, zm. 25 sierpnia 2015) – amerykański duchowny katolicki, biskup pomocniczy Newark w latach 2004–2015.

## Życiorys
Święcenia kapłańskie otrzymał w dniu 29 maja 1965 i inkardynowany został do archidiecezji Newark. Pracował przede wszystkim jako duszpasterz parafialny (m.in. w Bayonne i Livingston). W 2003 został ojcem duchownym seminarium w South Orange.
21 maja 2004 mianowany biskupem pomocniczym Newark ze stolicą tytularną Jamestown. Sakry udzielił mu abp John Myers.
Zmarł 25 sierpnia 2015.